# Drissa Diakité
Drissa Diakité (18 de fevereiro de 1985) é um futebolista profissional malinês que atua como defensor.

## Carreira
Drissa Diakité representou a Seleção Malinesa de Futebol nas Olimpíadas de 2004.

## Títulos
Mali
- Campeonato Africano das Nações: 2012 - 2º Lugar